# Idiocerus laurifoliae
Idiocerus laurifoliae är en insektsart som beskrevs av Vilbaste 1965. Idiocerus laurifoliae ingår i släktet Idiocerus och familjen dvärgstritar. Inga underarter finns listade i Catalogue of Life.